# Georges Condé

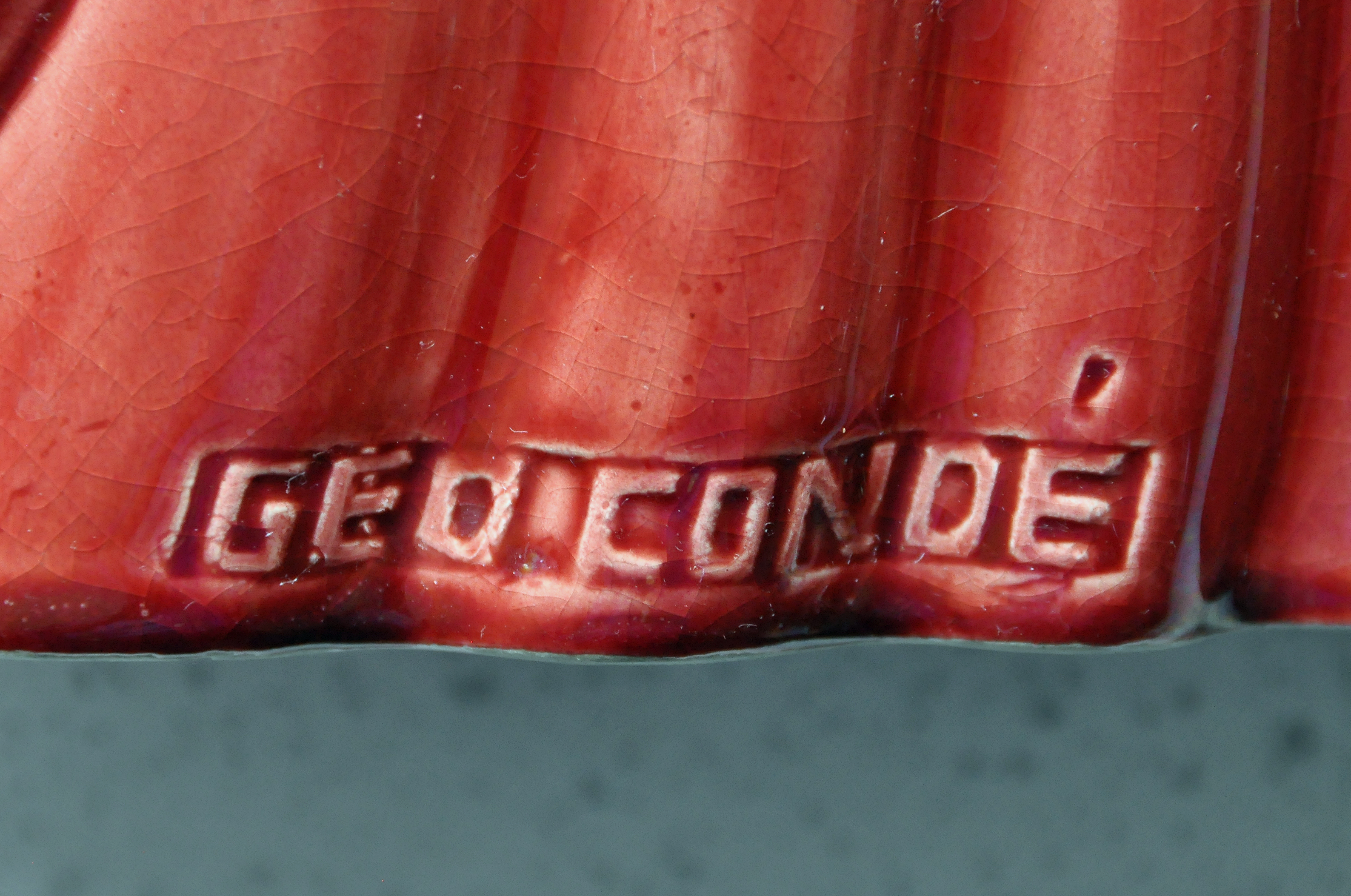
Signatuur van Geo Condé op de voet van een dierenfiguur in geglazuurd aardewerk

Georges Condé - artiestennaam Geo Condé - (Frouard, 25 juni 1891 - La Poste-de-Velaine, 3 juni 1980) was een Frans kunstschilder, beeldhouwer, keramist, marionettenmaker en poppenspeler.

## Levensloop
Als kind al is hij met kunst bezig, meer bepaald met muziek en schilderkunst. Als tienjarige bouwt hij een klein marionettentheater dat met een kaars verlicht wordt. Wanneer de kaars op een dag omvalt, scheelt het maar een haar, of het ouderlijke huis brandt af.
Hij gaat naar school in een katholieke instelling. Wanneer de katholieke scholen in Frankrijk gesloten worden (krachtens de wet van 1905 op de scheiding tussen Kerk en Staat), sturen zijn ouders hem naar een school in België. Daarna volgt hij ook nog een opleiding architectuur in Brussel. In 1911 begint zijn driejarige dienstplicht in het Franse leger, waarna hij meevecht tijdens de Eerste Wereldoorlog. In 1916 behaalt hij een vliegbrevet. Na de oorlog schrijft hij zich in aan de École nationale supérieure d'art in Nancy, waar hij onder meer les krijgt van Victor Prouvé. Ondertussen is hij in 1917 gehuwd met zijn nicht Marguerite Baudot; hun eerste kind, Bruno Condé, wordt in 1920 geboren.

## Beeldhouwer en keramist
In 1922 treedt hij in dienst van de Faïencerie de Lunéville-Saint-Clément te Badonviller als ontwerper. Ongeveer tegelijkertijd komen ook de broers Mougin er in dienst. Aanvankelijk beperkt zijn opdracht zich tot het versieren van tafelserviezen en van vazen die door de Mougins ontworpen zijn. Algauw maakt hij ook eigen ontwerpen, meer bepaald een reeks dierenfiguren in gecraqueleerd aardewerk: een panter, een pinguïn, een exotische vis... Een aantal ervan is bestemd voor verkoop in grote warenhuizen (Primavera, la Maîtrise, Pomone...). Hiermee werkt hij in de lijn van zijn leermeester Victor Prouvé, die de promotor is van een "kunst voor allen"-beweging. Vanaf 1933 - volgens sommige bronnen ook al eerder - wordt hij artistiek raadgever van de Faïencerie de Lunéville-Saint-Clément. Dat blijft hij tot 1939, wanneer hij andermaal gemobiliseerd wordt. Zijn figuren in aardewerk, die veelal door de art deco beïnvloed zijn, worden thans gezocht door liefhebbers en verzamelaars.

## Kunstschilder
Vanaf 1920 is Geo Condé ook actief als schilder. In de Jeune école Lorraine ontmoet hij collega-schilders als Louis Guingot (evenals diens zoon, de beeldhouwer Henri Guingot), Gaston Ventrillon ("de jongere"), Victor Guillaume en anderen. Al in 1923 stelt hij werk tentoon in Parijs et Nancy. Op het Salon des indépendants van 1924 is zijn werk Paysage à Liverdun te zien. Hij ontwikkelt een eigen stijl, die niet door iedereen gewaardeerd wordt. In 1926 wordt zijn schilderij van een vrouwelijk naakt zelfs met de voorkant tegen de muur opgehangen. Hij zal blijven schilderen tot 1978.

## Marionettentheater
In 1934 is hij betrokken bij de oprichting van een marionettentheater in de schoot van de Groupe des étudiants catholiques (GEC) van Nancy. Het zal hem een zilveren medaille op de wereldtentoonstelling van 1937 opleveren. In 1941 introduceert hij Jacques Félix (de latere stichter van het Festival mondial des théâtres de marionnettes in Charleville-Mézières) in de technieken van het marionettenspel. In 1947 richt hij zijn eigen marionettengezelschap op: het Théâtre de la Maison de Lorraine, dat tot in de jaren zestig vertoningen zal geven. Thans wordt om de twee jaar in het Théâtre Gérard-Philipe van Frouard een internationaal vermaard "marionettenfestival Geo Condé" gehouden.